# Efekt Pigmaliona
Efekt Pigmaliona – odmiana samospełniającej się przepowiedni zidentyfikowana po raz pierwszy przez socjologa Roberta Mertona. Polega na spełnianiu się oczekiwania wobec kogoś dlatego, że to oczekiwanie sobie wytworzyliśmy.
Efekt Pigmaliona jest obecnie często podawany w wątpliwość.
Efekt Pigmaliona często utożsamiany jest z Efektem Rosenthala (od nazwiska psychologa niemieckiego pochodzenia, Roberta Rosenthala) i tak też jest utożsamiany w części literatury psychologicznej. Jednak już np. w Oxford Dictionary of Psychology (Second Edition) z 2006 roku zaznaczony jest podział na Efekt Pigmaliona (Pygmalion effect), oznaczający zjawisko, zgodnie z którym ludzie wykazują tendencję do zachowywania się zgodnie z tym, czego oczekują od nich inni, oraz na efekt Rosenthala (ang. Rosenthal effect), określany inaczej efektem oczekiwań eksperymentatora (ang. experimenter expectancy effect), przejawiającym się w fakcie, iż w niektórych naukach wyniki dwóch identycznych badań (eksperymentów) potrafią być sprzeczne, wykazując jednocześnie tendencję do bycia zgodnymi z wcześniejszymi oczekiwaniami przeprowadzającego je badacza.

## Pochodzenie terminu
- Pigmalion w mitologii greckiej był królem Cypru, który stworzył z kości słoniowej posąg idealnej kobiety i zakochał się w nim. Następnie modlił się do Afrodyty, aby go ożywiła. Afrodyta spełniła jego prośbę.
- Pigmalion to także tytuł sztuki George’a Bernarda Shawa. Jej tytułowy bohater, profesor Higgins, naucza biedną kwiaciarkę poprawnej wymowy angielskiej i wprowadza ją na salony. W rezultacie dziewczyna zostaje przez śmietankę towarzyską potraktowana jak arystokratka. W tej wersji tej historii jednak Higgins nie zakochuje się w dziewczynie, która wychodzi za innego mężczyznę, mimo iż była zakochana w Higginsie.

## Przykłady
- Osoba A została okłamana, że osoba B ją bardzo lubi. Osoba A cieszy się z tego i zaczyna lubić osobę B, dlatego przyjaźnie się do niej odnosi. To powoduje, że osoba B naprawdę zaczyna lubić osobę A.
- Nauczyciel jest przekonany, że niektóre dzieci w jego klasie są szczególnie zdolne (może być to np. pomyłkowe przypisanie tym dzieciom wyniku w teście inteligencji). Dlatego traktuje je inaczej niż resztę. Na przykład daje im zadania i nie pomaga, wierząc, że poradzą sobie z nimi same. W tym czasie nauczyciel pomaga dzieciom, które uważa za mniej zdolne. W efekcie dzieci rzekomo bardziej bystre zmuszone są do samodzielnego radzenia sobie i zaczynają faktycznie więcej umieć, bardziej wierzą w swoje siły oraz kompetencje, a ich myślenie staje się bardziej bystre. W efekcie po jakimś czasie faktycznie wypadają lepiej w testach inteligencji niż te dzieci, o których nauczyciel był przekonany, że są mniej zdolne. W przypadku dzieci, o których nauczyciele myśleli, że są mniej zdolne, zachodzi efekt Golema.